# もん
もん（1962年 - ）は、日本のイラストレーター、漫画家、エッセイスト、翻訳家。「MON」名義を用いることもある。

## 略歴
大阪府吹田市出身。
セツ・モードセミナーでイラストを学ぶ。1989年に渡米。ニューヨーク、ハワイ・マウイ島に住んだのち帰国。現在は大阪在住。
2003年に『パパのカノジョは』（もん翻訳、岩崎書店）で、第8回日本絵本賞翻訳絵本賞を受賞。

## 著書
- 『ラリホー リリカル純情傑作短篇集』（東京三世社） 1985.5
- 『プリリ イラストエッセイ集』（現代出版） 1985.11
- 『ショク物図鑑』（CBS・ソニー出版） 1988.12
- 『ザ・カリフラワーズトーク1 』（講談社、モーニング・コミックブック） 1988.1
- 『ザ・カリフラワーズトーク2 』（講談社、モーニング・コミックブック） 1989.2
- 『いつも元気なきみがすき』（早川真知子作、もん絵、あかね書房） 1989.2
- 『Monのシネマ・パラダイス』（評伝社） 1989.10
- 『ザ・カリフラワーズトーク3』（講談社、モーニング・コミックブック） 1990.4
- 『街の風』（安西水丸, もん, 大橋歩共著、キネマ旬報社） 1994.5
- 『MONのハワイ子育て絵日記』（MON名義、主婦の友社） 1995.6
- 『恋のタマゴの育て方』（中谷彰宏作、もん絵、PHP研究所） 1995.11
- 『はだしでスキップ おたのしみABC絵本』（MON名義、アリアドネ企画） 1996.2
- 『はらぺこキッチン おたのしみ料理絵本』（MON名義、アリアドネ企画） 1996.5
- 『おしゃべりニューヨーク1』（MON名義 集英社、ヤングユーコミックス） 1996.12
- 『恋によく効くおまじない』（中谷彰宏作、もん絵、PHP研究所） 1997.3
- 『Seasons of heart 季節をはこぶポストカードブック』（MON他、アリアドネ企画） 1998.1
- 『おしゃべりニューヨーク2』（MON名義、集英社、ヤングユーコミックス） 1998.2
- 『愛と勇気のファッション相談』（宮谷史子作、MON絵、筑摩書房） 1998.6
- 『おしゃべりニューヨーク3』（MON名義、集英社、ヤングユーコミックス） 2000.12
- 『ギンちゃんとママのふたりでピョン! 子育てマンガ&エッセイ』（PHP研究所） 2003.10

## 翻訳
- 『パパのカノジョは』（ジャニス・レヴィ作、クリス・モンロー絵、岩崎書店） 2002.1
- 『REX』1 - 2（キャスリーン・デューイ作、ロバート・グールド写真、岩崎書店） 2007.6
- 『パイレーツ』（キャスリーン・デューイ作、ロバート・グールド写真、岩崎書店） 2007.7
- 『キング・アーサー』（キャスリーン・デューイ作、ロバート・グールド写真、岩崎書店） 2007.7
- 『エジプトのミイラ』（キャスリーン・デューイ作、ロバート・グールド写真、岩崎書店） 2007.9
- 『サムライ』（キャスリーン・デューイ作、ロバート・グールド写真、岩崎書店） 2007.9